# Авганистан на Светском првенству у атлетици у дворани 2024.
Авганистан је учествовао на 19. Светском првенству у атлетици у дворани 2024. одржаном у Глазгову од 1. до 3. марта. У свом трећем учешћу на светским првенствима у дворани, делегацију Авганистана представљао је један атлетичар, која се такмичио у трци на 3.000 метара , 

На овом првенству такмичар Авганистана није освојио ниједну медаљу али остварио најбољи резултат сезоне.

## Учесници
Мушкарци:
- Мохамед Карим Јакут — 3.000 м

## Резултати

### Мушкарци
| Атлетичар           | Дисциплина | Лични рекорд | Финале      | Финале  | Детаљи |
| Атлетичар           | Дисциплина | Лични рекорд | Резултат    | Место   | Детаљи |
| ------------------- | ---------- | ------------ | ----------- | ------- | ------ |
| Мохамед Карим Јакут | 3.000 м    | 9:30,15      | 9:37,10 ЛРС | 12 / 12 |        |